# 4e arrondissement de Lyon
Pour les articles homonymes, voir 4e arrondissement.
Le 4e arrondissement de Lyon est l'un des neuf arrondissements de la ville française de Lyon. Il est situé sur la colline de la Croix-Rousse, au nord de la Presqu'île, à la limite municipale avec Caluire-et-Cuire.

## Présentation
D'une superficie de 293 hectares, l'arrondissement couvre le plateau de la Croix-Rousse. Il est limité au sud par le 1er arrondissement, à l'est par le Rhône qui le sépare du 6e arrondissement, à l'ouest par la Saône et le 9e arrondissement et au nord enfin par la commune de Caluire-et-Cuire.

### Localisation

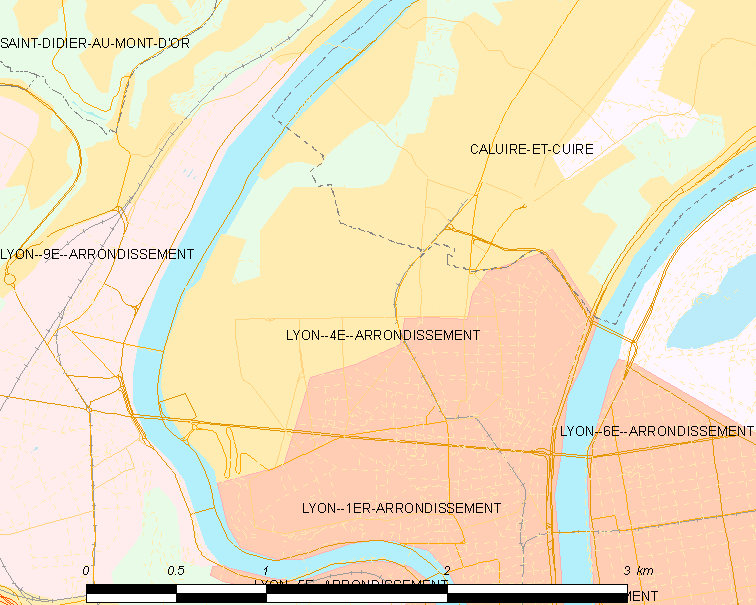
Environnement de l'arrondissement
Détails 4e arr.
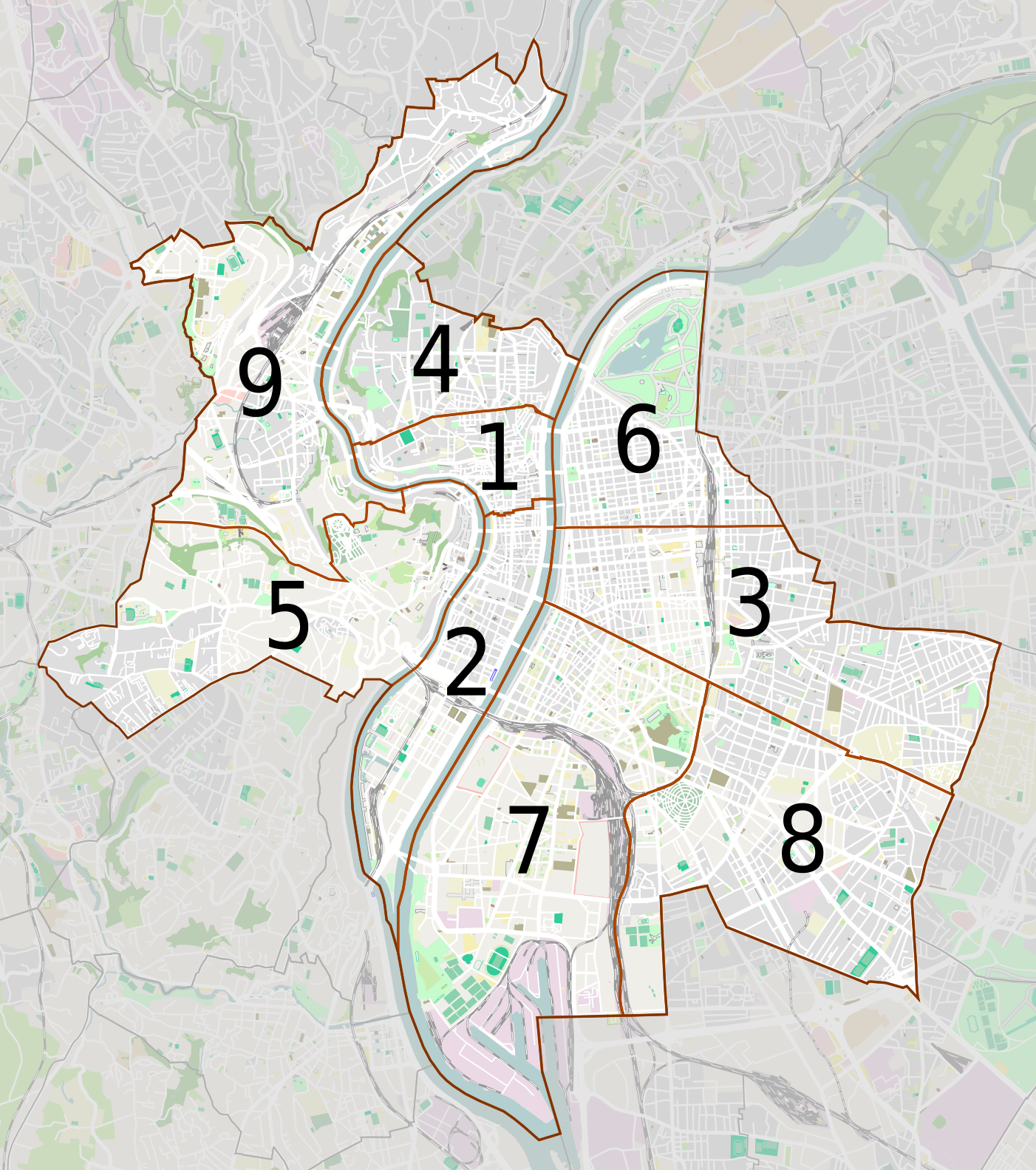
Situation dans Lyon

## Histoire
Le 4e arrondissement a été créé le 24 mars 1852 (date de création des cinq premiers arrondissements), reprenant les frontières de l'ancienne commune de La Croix-Rousse.

## Démographie
En 2022, l'arrondissement comptait 35 232 habitants.
| 1968   | 1975   | 1982   | 1990   | 1999   | 2006   | 2011   | 2016   | 2021   |
| ------ | ------ | ------ | ------ | ------ | ------ | ------ | ------ | ------ |
| 39 700 | 33 204 | 30 677 | 30 555 | 33 797 | 34 302 | 35 654 | 36 080 | 35 603 |

| 2022   | - | - | - | - | - | - | - | - |
| ------ | - | - | - | - | - | - | - | - |
| 35 232 | - | - | - | - | - | - | - | - |

La densité s'élève à 12 024,6 habitants/km2 en 2022.

## Politique et administration

### Liste des maires
| Période      | Période      | Identité                    | Étiquette | Étiquette    | Qualité |
| ------------ | ------------ | --------------------------- | --------- | ------------ | --- |
| mars 1983    | mars 2001    | Gabriel Caillet (1935-2018) |           | RPR puis DVD | Ancien artisan mécanicien Conseiller général de Lyon-III (1994 → 1996) Conseiller général de Lyon-IV (1998 → 2004) |
| mars 2001    | juillet 2011 | Dominique Bolliet (1958- )  |           | PS           | Professeur agrégé de sciences économiques et sociales Conseiller général de Lyon-III (2004 → 2011) Démissionnaire  |
| juillet 2011 | juillet 2020 | David Kimelfeld (1961- )    |           | PS puis LREM | Chef d'entreprise Président de la métropole de Lyon (2017 → 2020)                                                  |
| juillet 2020 | En cours     | Rémi Zinck (1966- )         |           | EELV         | Enseignant en lycée professionnel                                                                                  |

Le conseil d'arrondissement est l'organe consultatif majeur de l'arrondissement. Il se compose de quinze membres, dont cinq sont conseillers municipaux de Lyon. Depuis juillet 2020, le maire du 4e arrondissement est Rémi Zinck (EELV)

### Tendances politiques et résultats
Élection municipale de 2020
|                                                                                  |                                                                                  |                                                                                  |                                                                                  |                  |                          |                          |                                      |             |             |        |        |
| Tête de liste                                                                    | Tête de liste                                                                    | Liste                                                                            | Premier tour                                                                     | Premier tour     | Tête de liste            | Tête de liste            | Liste                                | Second tour | Second tour | Sièges | Sièges |
| Tête de liste                                                                    | Tête de liste                                                                    | Liste                                                                            | Voix                                                                             | %                | Tête de liste            | Tête de liste            | Liste                                | Voix        | %           | CA     | CM     |
|                                                                                  | Rémi Zinck                                                                       | EÉLV                                                                             | 3 065                                                                            | 30,36            |                          | Rémi Zinck               | EÉLV LFI-GRS-E!-MRC PS-PCF-G.s-PP-ND | 5 464       | 53,88       | 12     | 4      |
| Maintenant Lyon pour tous Les écologistes avec Grégory Doucet                    |                                                                                  |                                                                                  | 3 065                                                                            | 30,36            |                          | Rémi Zinck               | EÉLV LFI-GRS-E!-MRC PS-PCF-G.s-PP-ND | 5 464       | 53,88       | 12     | 4      |
|                                                                                  | Alexandre Chevalier                                                              | LFI-GRS-E!-MRC                                                                   | 1 468                                                                            | 14,54            |                          | Rémi Zinck               | EÉLV LFI-GRS-E!-MRC PS-PCF-G.s-PP-ND | 5 464       | 53,88       | 12     | 4      |
| Lyon en commun                                                                   | Lyon en commun                                                                   | Ensemble, l'écologie pour Lyon                                                   | Ensemble, l'écologie pour Lyon                                                   | 14,54            |                          |                          |                                      | 5 464       | 53,88       | 12     | 4      |
|                                                                                  | Aline Guitard                                                                    | Ensemble, l'écologie pour Lyon                                                   | Ensemble, l'écologie pour Lyon                                                   | PS-PCF-G.s-PP-ND | 735                      | 7,28                     |                                      | 5 464       | 53,88       | 12     | 4      |
| Vivons vraiment Lyon – La gauche unie                                            |                                                                                  | Ensemble, l'écologie pour Lyon                                                   | Ensemble, l'écologie pour Lyon                                                   |                  | 735                      | 7,28                     |                                      | 5 464       | 53,88       | 12     | 4      |
|                                                                                  | Sylvie Palomino                                                                  | LREM diss.                                                                       | 1 878                                                                            | 18,60            |                          | Sylvie Palomino          | LREM diss.                           | 2 821       | 27,82       | 2      | 1      |
| Respirations avec Georges Képénékian                                             | Respirations avec Georges Képénékian                                             | Respirations avec Georges Képénékian                                             | Respirations avec Georges Képénékian                                             | 18,60            |                          |                          |                                      | 2 821       | 27,82       | 2      | 1      |
|                                                                                  | Anne Pellet                                                                      | LR                                                                               | 1 248                                                                            | 12,36            |                          | Anne Pellet              | LR                                   | 1 855       | 18,29       | 1      | 0      |
| Bleu blanc Lyon Étienne Blanc, union de la droite, des Républicains et du centre | Bleu blanc Lyon Étienne Blanc, union de la droite, des Républicains et du centre | Bleu blanc Lyon Étienne Blanc, union de la droite, des Républicains et du centre | Bleu blanc Lyon Étienne Blanc, union de la droite, des Républicains et du centre | 12,36            |                          |                          |                                      | 1 855       | 18,29       | 1      | 0      |
|                                                                                  | Danielle Attias                                                                  | LREM-MoDem                                                                       | 1 008                                                                            | 9,98             |                          |                          |                                      |             |             |        |        |
| Un temps d'avance avec Yann Cucherat                                             |                                                                                  |                                                                                  | 1 008                                                                            | 9,98             |                          |                          |                                      |             |             |        |        |
|                                                                                  | Marie de Kervereguin                                                             | RN-PCD                                                                           | 357                                                                              | 3,53             |                          |                          |                                      |             |             |        |        |
| Pour l'amour de Lyon                                                             |                                                                                  |                                                                                  | 357                                                                              | 3,53             |                          |                          |                                      |             |             |        |        |
|                                                                                  | Gauthier Blin                                                                    | LC-100 % citoyens                                                                | 257                                                                              | 2,54             |                          |                          |                                      |             |             |        |        |
| Positivons Lyon avec Les Centristes et 100 % citoyens                            |                                                                                  |                                                                                  | 257                                                                              | 2,54             |                          |                          |                                      |             |             |        |        |
|                                                                                  | Charly Champmartin                                                               | LO                                                                               | 77                                                                               | 0,76             |                          |                          |                                      |             |             |        |        |
| Lutte ouvrière – Faire entendre le camp des travailleurs                         |                                                                                  |                                                                                  | 77                                                                               | 0,76             |                          |                          |                                      |             |             |        |        |
|                                                                                  |                                                                                  |                                                                                  |                                                                                  |                  |                          |                          |                                      |             |             |        |        |
| Votes valides                                                                    | Votes valides                                                                    | Votes valides                                                                    | 10 093                                                                           | 97,40            | Votes valides            | Votes valides            | Votes valides                        | 10 140      | 97,92       |        |        |
| Votes blancs                                                                     | Votes blancs                                                                     | Votes blancs                                                                     | 64                                                                               | 0,62             | Votes blancs             | Votes blancs             | Votes blancs                         | 74          | 0,71        |        |        |
| Votes nuls                                                                       | Votes nuls                                                                       | Votes nuls                                                                       | 205                                                                              | 1,98             | Votes nuls               | Votes nuls               | Votes nuls                           | 141         | 1,36        |        |        |
| Total                                                                            | Total                                                                            | Total                                                                            | 10 362                                                                           | 100              | Total                    | Total                    | Total                                | 10 355      | 100         | 15     | 5      |
| Abstention                                                                       | Abstention                                                                       | Abstention                                                                       | 13 069                                                                           | 55,78            | Abstention               | Abstention               | Abstention                           | 13 111      | 55,87       |        |        |
| Inscrits / participation                                                         | Inscrits / participation                                                         | Inscrits / participation                                                         | 23 431                                                                           | 44,22            | Inscrits / participation | Inscrits / participation | Inscrits / participation             | 23 466      | 44,13       |        |        |

## Quartiers
- Plateau de la Croix-Rousse
- Quartier de Serin-Gillet
- Quartier du Gros Caillou

### Monuments
- Statue de Jacquard
- Jardin Rosa Mir
- Villa Gillet

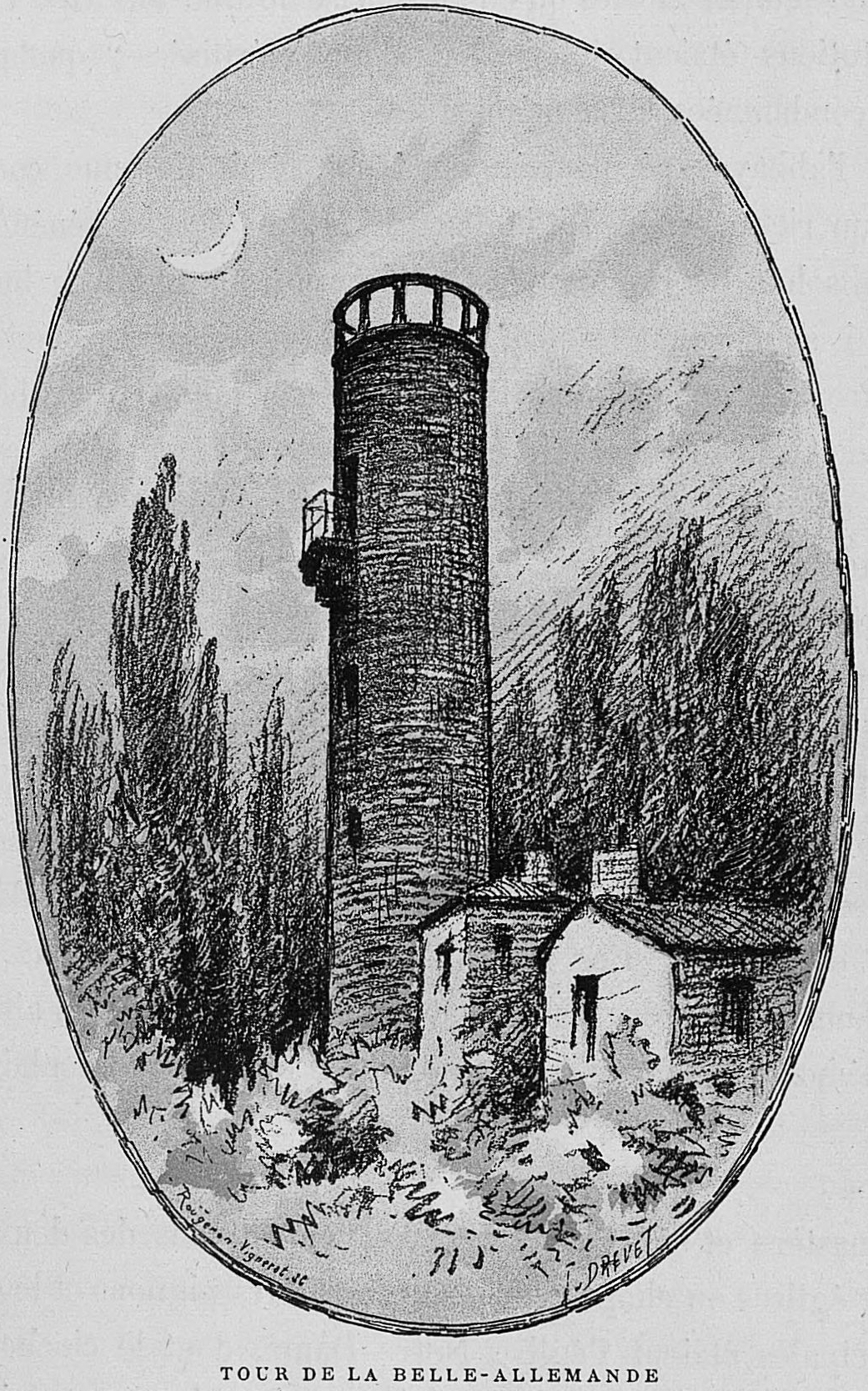
La tour de la Belle-Allemande, démolie en 1952, illustrée par Joannès Drevet (1854–1940).

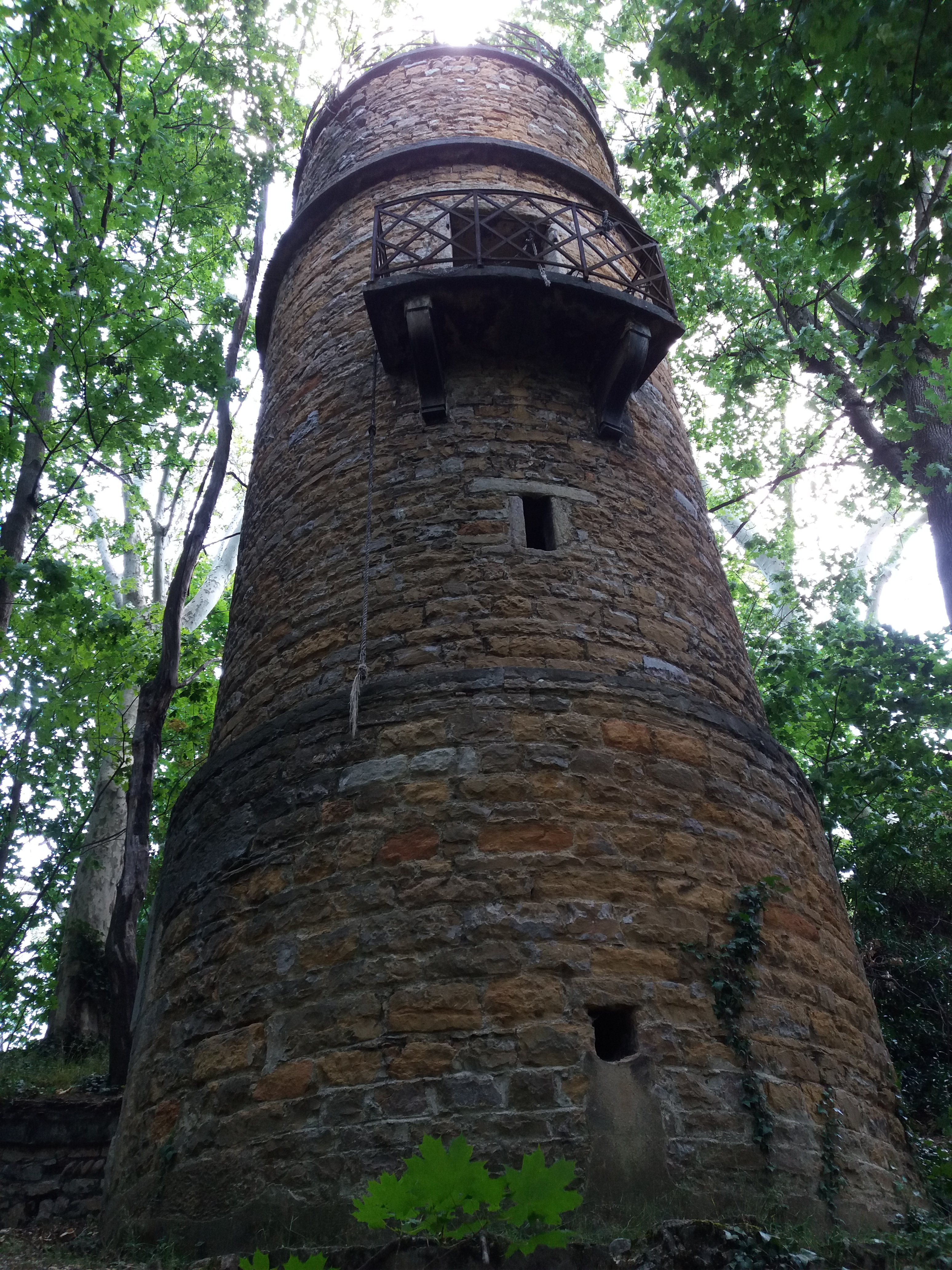
Puits-belvédère de l'impasse Chazière.

- Le mur des canuts. Un mur peint représentant l'architecture croix-roussienne.
- Sculpture Le chant des Canuts, installée dans un square à côté de la mairie. Cette statue réalisée en 1984 par Georges Salendre représente deux amoureux entonnant le Chant des Canuts.
- Villa Chazière
- Puits-belvédère de l'impasse Chazière qui a pu servir de moulin à vent (ancienne propriété des Filles de la charité de Saint-Vincent-de-Paul)[6]

### Équipements et Services
- Hôpital de la Croix-Rousse
- IUFM de Lyon
- Cimetière de la Croix-Rousse

### Rues, places, espaces verts
- Place de la Croix-Rousse
- Boulevard de la Croix-Rousse
- Grande rue de la Croix-Rousse
- Boulevard des Canuts
- Rue Hénon
- Montée de la Boucle
- Esplanade du Gros Caillou
- Parc de la Cerisaie
- Parc Francis-Popy
- Parc du Clos Carret

### Transports
Cet arrondissement est desservi par de nombreuses lignes du réseau TCL :
- le métro :   (Croix-Rousse et Hénon) ;
- les lignes de trolleybus : C13 (Grange-Blanche - Part-Dieu - Hôtel-de-Ville - Montessuy), C18 (Hôtel-de-Ville - Croix-Rousse Nord), S6 (Hôtel-de-Ville - Place de la Croix-Rousse) ;
- les lignes de bus 2 (Place de la Croix-Rousse - Gare de Vaise - Plateau de Saint-Rambert), 33 (Place de la Croix-Rousse - Sathonay - Rillieux-Les Alagniers), 45 (Place de la Croix-Rousse - Gorge de Loup - Valdo), S4 (circulaire Croix-Rousse - plateau) et S12 (Place de la Croix Rousse - Hôtel de Ville).

D'autres lignes passent en bordure de l'arrondissement :
- la ligne C5 (Cordeliers - Vancia) longe le Rhône sur le cours d'Herbouville ;
- la ligne C6 (Jet d'eau Mendès France - Écully) emprunte le tunnel sous la Croix-Rousse, avec arrêts côté Saône à l'église de Serin et côté Rhône au pont De Lattre ;
- la ligne 9 (Cordeliers - Sathonay Manutention) longe le Rhône sur le cours d'Herbouville ;
- la ligne 38 (Part-Dieu - Caluire) emprunte la montée de la Boucle ;
- la ligne 40 (Bellecour - Neuville-sur-Saône) longe la Saône sur le quai de Serin ;
- la ligne 171 (Lyon - Montluel) longe le Rhône sur le cours d'Herbouville, dans le sens aller seulement.

Cet arrondissement possède également 18 stations Vélo'v implantées sur le plateau et sur les quais.
- 4001 - Conservatoire - En face du pont du Maréchal Koenig, sur le quai Joseph Gillet
- 4002 - Mairie du 4° - Devant la mairie, sur le boulevard de la Croix-Rousse
- 4003 - Place du Commandant-Arnaud
- 4004 - Hénon - À la sortie du métro
- 4005 - Place Bertone
- 4006 - Philippe de Lasalle - Face à l'IUFM, rue Anselme
- 4007 - Place Flammarion
- 4009 - Jacquard / Denfert-Rochereau - À l'angle entre la rue Jacquard et la rue Denfert-Rochereau
- 4011 - Place Jean Ambre
- 4012 - Place Adrien-Godien
- 4014 - Philippe de Lassalle / Pillement - À l'angle entre la rue Philippe de Lassalle et la rue Pillement
- 4017 - Place des Tapis - À l'angle entre le boulevard des Canuts et la rue Valentin Couturier
- 4021 - Tabareau - À l'angle entre le boulevard de la Croix-Rousse et la rue Tabareau
- 4022 - Place de la Croix-Rousse - À l'angle entre la place de la Croix-Rousse et la grande rue de la Croix-Rousse
- 4023 - Pont Mazaryk
- 4025 - Parc Cerisaie - En face du no 30 rue Chazière
- 4041 - Boussange / Austerlitz - À l'angle entre la rue de Belfort et la rue d'Austerlitz
- 4042 - Stade Grégory Coupet - En face du no 88 rue Philippe de Lassalle

### Équipements sportifs
- Stade Grégory-Coupet (ex stade Lamartine).
- le Clos Jouve (Haut lieu de la Boule Lyonnaise).
- Boxing Club du Grand Lyon.

## Vie de l'arrondissement
- Tous les jours, sauf le lundi, le célèbre marché de la Croix-Rousse (marché bio le samedi matin). Il s'étend le long du boulevard de la Croix-Rousse, sur près d'un kilomètre.

- Les samedi et dimanche matin, le crieur public.

- Tous les ans en septembre, les vendanges de la République des Canuts (au Parc de la Cerisaie).
- Tous les ans, en octobre et novembre, la vogue des marrons.

- Durant le deuxième week-end de septembre, la Grande Braderie occupe la Grande Rue et la Place de la Croix-Rousse.

### Éducation
- Lycée Saint-Exupéry (public)
- Lycée professionnel Camille Claudel (public)
- Collège Clément-Marot (public)
- Collège Maurice-Scève (public)
- Collège Jean-Baptiste de la Salle (privé)
- Collège Les Chartreux Saint-Charles (privé)

### Arts
- Théâtre de la Croix-Rousse
- La maison des Canuts

### Évocations littéraires
- Les Six Compagnons, série de Paul-Jacques Bonzon (Bibliothèque verte)
- Noune de Lyon, roman de Georges Montagnier.

- Claudine de Lyon, roman de Marie-Christine Helgerson

## Économie

### Revenus de la population et fiscalité
En 2021, le revenu fiscal médian par ménage était de 29 380 €, ce qui plaçait le 4e arrondissement au troisième rang parmi les neuf arrondissements de Lyon.